# Chris Sununu
Christopher Thomas Sununu (nascido 5 de novembro de 1974) é um político americano e engenheiro que serviu como o 82.º governador de Nova Hampshire entre 2017 e 2025. Membro do Partido Republicano, Sununu foi membro do Conselho Executivo de Nova Hampshire de 2011 a 2017.
Sununu é bacharel em engenharia civil e ambiental pelo Massachusetts Institute of Technology. Ele atuou como CEO do Waterville Valley Resort em Nova Hampshire. Sununu é filho do ex-governador de New Hampshire e chefe de gabinete da Casa Branca, John H. Sununu, e irmão mais novo do ex- deputado norte-americano e senador John E. Sununu.
O libertário moderado Sununu recebeu 516 609 votos (65,1%) contra o candidato democrata Dan Feltes em novembro de 2020, o maior número de votos para um oficial eleito em uma disputa estadual, e ultrapassou o presidente Donald Trump (365 654; 45,4 %) por cerca de 151 000 votos de aproximadamente 793 000 expressos, já que Trump perdeu os votos eleitorais de Nova Hampshire. A proposta de orçamento de Sununu para 2021 incluía a eliminação gradual do único imposto de renda estadual de New Hampshire - sobre dividendos e receita de juros (que Sununu declara injustamente tem como alvo os idosos com maior probabilidade de viver desses tipos de renda); reduzindo ligeiramente outros impostos selecionados; e instituir empréstimos estudantis direcionados para aqueles que entram nos campos da saúde, biotecnologia e serviço social.
Em janeiro de 2021, Sununu iniciou seu terceiro mandato como governador de Nova Hampshire, um mandato a menos que o recorde moderno de quatro servidos por John Lynch de 2005 a 2013.

## Infância e educação
Sununu é um dos oito irmãos, incluindo o irmão mais velho John E. Sununu, ex-senador e representante dos EUA. Ele nasceu e foi criado em Salem, Nova Hampshire.
Os ancestrais paternos de seu pai vieram do Oriente Médio para os Estados Unidos por volta do início do século XX, enquanto a sua avó paterna nasceu em El Salvador em uma família de cristãos libaneses ortodoxos gregos que se estabeleceram na América Central no princípio do século. A ascendência paterna de seu pai é libanesa e palestina das comunidades ortodoxas gregas em Jerusalém. Apesar da emigração da família de Jerusalém, alguns membros da família eram de Beirute. Seu pai, John, nasceu em Havana, Cuba. Seu avô paterno, também chamado John, nasceu nos Estados Unidos, e a maioria das duas últimas gerações de Sununus também nasceu nos Estados Unidos. Sua mãe, Nancy (nascida Hayes), é descendente de emigrantes da Irlanda, Escócia e Inglaterra.  Quando ele assumiu o cargo de governador, Sununu foi juramentado com uma Bíblia do Novo Testamento Ortodoxo Grego pertencente à sua família.
Sununu se formou na Thomas Jefferson High School for Science and Technology, em Fairfax County, Virgínia, em 1993. Ele se formou no Massachusetts Institute of Technology com bacharelado em engenharia civil / ambiental em 1998.

## Início de carreira
Sununu trabalhou como engenheiro ambiental projetando sistemas e soluções para a limpeza de depósitos de lixo sob a supervisão de engenheiros licenciados. Ele se especializou em remediação de solo e água subterrânea, plantas de tratamento de águas residuais e projetos de aterros sanitários. Em 2002, ele se tornou um "engenheiro em treinamento" na Califórnia.
De 2006 a 2010, Sununu foi proprietário e diretor da Sununu Enterprises, uma empresa familiar e grupo de consultoria estratégica em Exeter, Nova Hampshire. Ele se concentra no desenvolvimento imobiliário local, nacional e internacional, tecnologias de risco e aquisições de negócios.

## Governador de Nova Hampshire

### Eleições

#### 2016
Na eleição geral, Sununu derrotou o candidato democrata Colin Van Ostern, 48,8% a 46,6%.

#### 2018
Sununu foi reeleito, derrotando a indicada democrata Molly Kelly por 52,8% contra 45,7%. Ele foi endossado pela New Hampshire Troopers Association, New Hampshire Police Association, Professional Fire Fighters of New Hampshire, National Federation of Independent Businesses, e International Brotherhood of Electrical Workers Local 104. Ele também foi endossado por vários veículos de notícias de New Hampshire, incluindo The Portsmouth Herald, The Union Leader, The Eagle-Tribune, Nashua Telegraph, Foster's Daily Democrat, Exeter News-Letter, Seacoast Online e Hampton Union.

#### 2020
Em 14 de maio de 2019, Sununu anunciou que buscaria um terceiro mandato como governador, em vez de desafiar a atual senadora democrata Jeanne Shaheen nas eleições de 2020.
Depois de garantir a nomeação republicana, ele derrotou o líder da maioria no Senado de Nova Hampshire, Dan Feltes, nas eleições gerais, por 65,2% contra 33,4%, tornando-se o primeiro candidato na história de Nova Hampshire a ganhar 500 000 votos.

### Posse
Sununu foi empossado governador em 5 de janeiro de 2017. Ele foi empossado para seu segundo mandato em 3 de janeiro de 2019, e seu terceiro mandato em 7 de janeiro de 2021.
Em 2018, Sununu anunciou o lançamento em todo o país de sua Iniciativa de Local de Trabalho Amigável e de Recobro para envolver os empregadores e capacitar os locais de trabalho para fornecer suporte para pessoas em recuperação de transtorno de uso de substâncias. Mais de 40 000 funcionários em Nova Hampshire trabalham para um local de trabalho amigável para recuperação designado.  Em outubro de 2018, Sununu introduziu o novo "modelo roda e raio" do estado para a recuperação do vício. O modelo inclui nove centros regionais (em Berlim, Concord, Dover, Hanover, Keene, Laconia, Littleton, Manchester e Nashua), que se coordenam com "raios" locais para fornecer serviços de recuperação de dependência. Os centros recebem US$ 9 milhões por ano, provenientes de US$ 45,8 milhões em ajuda federal para combater a epidemia de opioides no estado. Em março de 2019, Sununu anunciou que US$ 12 milhões adicionais haviam sido alocados para Nova Hampshire para combater a epidemia de opióides.
Em 3 de maio de 2019, Sununu vetou um projeto de lei que revogaria a pena de morte. Ele assinou o veto em um centro comunitário em homenagem a Michael Briggs ; conforme redigido, o projeto de lei não se aplicaria a Michael Addison (que matou Briggs em 2006). O veto foi anulado.
Em novembro de 2020, Sununu instituiu um mandato de máscara em todo o estado, levando a protestos fora de sua casa.
Durante a pandemia COVID-19, Sununu criticou tanto os republicanos quanto os democratas em Washington pela falta de pacotes de ajuda. Ele também criticou os membros do Congresso por terem acesso antecipado às vacinas COVID-19.